# Walkin on Water
«Walkin on Water» (с англ. — «Ходьба по воде») — заглавный сингл первого микстейпа Hop (2024) южнокорейского бой-бэнда Stray Kids, выпущенный вместе с альбомом лейблами JYP Entertainment и Republic Records 13 декабря 2024 года.

## Предыстория и выпуск
15 ноября 2024 года Stray Kids анонсировали свой первый микстейп Hop, представленный как «SKZhop Hiptape». Спустя четыре дня группа раскрыла список композиций микстейпа, подтвердившим, что «Walkin on Water» будет заглавным синглом, и включил «хиповскую» версию песни. Песня «Walkin on Water» была впервые представлена в видео мэшапе вместе с другими песнями альбома «Bounce Back» и «U» 7 декабря, а 11-12 декабря на коротких видеоплатформах были показаны хореографии каждого участника. Песня была выпущена вместе с микстейпом 13 декабря и с ремиксами — «Sleigh», «Sway», ускоренным и инструментальным — в следующие три дня.

## Композиция
«Walkin on Water» написан Пан Чханом, Чханбином и Ханом при соавторстве Restart и Чхэ Ганхэ. Описывается как «испытание»; Участники 3Racha показал в закулисном видео Intro «Hop», что это первый раз, когда песня содержит только один жанр во всей песне, являющийся «олдскульным хип-хоп жанром с бум-бап битами», уходя от смешивания разнообразных звуков предыдущих работ, таких как «Chk Chk Boom». Сингл включает ритмичный напев «water water water walkin on ppikkippikki», но «water» произносится как «wuh-huh», а также звуковые эффекты брызг воды. Лирически песня сравнивает ходьбу по текущей воде с уверенностью Stray Kids на сцене и преодолением препятствий, уподобляя «автобиографию» группы семилетнему периоду.

## Музыкальный видеоклип
Премьера сопровождающего видеоклипа сингла «Walkin on Water» состоялась 13 декабря 2024 года, одновременно с выпуском песни и микстейпа, до этого было выпущено два тизерных видео. В клипе показано смешение и сочетание традиционной корейской и хип-хоп культур, что сравнивали с клипом сингла «Thunderous» (2021). Клип начинается с того, что группа неизвестных людей готовит лук и стрелы, а затем Stray Kids, одетые в модные наряды, занимаются в традиционном корейском дворце: катаются на мотоциклах и лошадях, стоят на лодке перед дворцом, катаются на гидроцикле по пруду внутри дворца, играют в бильярд и чанги в павильоне.

## Живые выступления
Stray Kids впервые неофициально исполнили часть песни «Walkin on Water» на шоу в Бангкоке в рамках мирового тура «Dominate World Tour» 14 декабря 2024 года, а на следующий день исполнили с полной записью на фестивале Music Bank Global Festival 2024 в Японии. 25 декабря они также исполнили песню на ежегодном шоу «SBS Gayo Daejeon».

## Награды и номинации
| Программа     | Дата            | Источник |
| ------------- | --------------- | -------- |
| «M Countdown» | 9 января 2025   | [ 19 ]   |
| «Music Bank»  | 20 декабря 2024 | [ 20 ]   |
| «Music Bank»  | 27 декабря 2024 | [ 21 ]   |

## Чарты
| Чарт (2024)                               | Высшая позиция |
| ----------------------------------------- | -------------- |
| Великобритания (OCC UK Singles Downloads) | 5              |
| Великобритания (UK Singles Sales Chart)   | 7              |
| Мир (Billboard Global 200)                | 66             |
| Новая Зеландия (RMNZ)                     | 11             |
| Республика Корея (Circle Digital Chart)   | 137            |
| Сингапур (RIAS)                           | 11             |
| США (Billboard Bubbling Under Hot 100)    | 8              |
| США (Billboard Digital Song Sales)        | 5              |
| США (Billboard World Digital Song Sales)  | 1              |
| Япония (Billboard Japan Hot 100)          | 83             |
| Япония (Oricon Digital Singles Chart)     | 42             |

| Чарт (2024)                              | Высшая позиция |
| ---------------------------------------- | -------------- |
| Республика Корея (Circle Download Chart) | 6              |

| Чарт (2024)                              | Высшая позиция |
| ---------------------------------------- | -------------- |
| Республика Корея (Circle Download Chart) | 188            |